# Винтеров план за регулацију Ниша
Винтеров план представља први регулациони план Ниша настао после ослобођења од Турака. То је ефикасан пример интервенције државе на пољу урбанизма. Пројекат је урадио Франц Винтер свега осам месеци након ослобођења града од Турака и то 25. августа 1878. године. Убрзо након Ниша, и други ослобођени градови су добили своје пројекте: Пирот (1888), Куршумлија (1888), Пазар (1891).
Винтеров пројекат за регулацију Ниша састоји се од једног листа 90/63цм и исцртан је у размери 1:4000. Поред назива, размере, имена аутора и датума израде, у плану је, на доњој десној стране, дата легенда са следећим објашњењем и мањим граматичким грешкама: „I књажев конак, II споменик, III, IV, V, VI нове чесме, VII, VIII, IX, X, XI нове плацеве, XII гимназија и реалка, XIII основна школа, XIV начелства, XV телеграф и пошта, XVI, XVII, XVIII, XIX, XX, XXI башта за публика, XXII касарн(а), XXIII, XXIV нове мостови“. Постојеће стање улица исцртано је црним, а предложено црвеним линијама. Црним, црвеним и зеленим симболима су уцртани и поједини значајнији објекти и површине; црним знацима постојећи: џамије, поједине важније зграде, чесме, чифлици, гробља; црвеним они које треба подићи: гимназија са реалком, касарнски објекти, нове чесме, поједини објекти јавног значаја чија намена није објашњена; зеленом бојом паркови и „баште за публика“ које је требало подићи. Неки карактеристичнији и важнији садржаји затеченог, оријентално – балканског Ниша описани су и ближе објашњени у тексту, на пример: унутрашња тврђавска варош, Покривена чаршија, први и други кружни прстен јаркова, „ваде“ са водом, оријентални улични склоп са кривим улицама и ћорсокацима, пространство вароши, џамије, цркве, гробља, палилулско – мухаџирско насеље итд.
Због недостатака геодетских подлога и тачног премера, Винтер је приказујући урбани склоп постојећег Ниша испољио извесну несигурност у исцртавању и пропорционалном приказивању неких градских делова и праваца улица. Тако се на пример може уочити да је главна улица, Покривена чаршија помакнута у страну, западније од њеног правог правца. Одстојање између Покривене чаршије и Муфтијског сокака (данашња улица Наде Томић) је због тога веће него у стварности. Простор око данашњег Трга краља Александра, Обилићевог венца, Душанове и Косте Стаменковића није најтачније тад. Поред тога, неке мање улице и ћорсокаци нису ни уцртани док су улице које се налазе даље од центра нацртане непрецизно. Без обзира на ове недостатке, постојеће стање Ниша, његова просторна величина, делови, улице, и поједини важнији објекти уцртани су оптимално верно тако да пројекат представља веома значајан извор за познавање оријентално – балканског склопа и неких важнијих урбаних садржаја Ниша тог доба.
Црвеним линијама, црвеним симболима или зелено, ако је реч о парковима, дате су планске претпоставке које је требало остварити у наредном педиоду. Упоређивањем постојећег стања и планиране изградње могу се уочити два основна става ондашњих власти:
1. Кривудавој оријенталној улици Винтер супротставља праву улицу и, колико год је то могуће, ортогонални систем. Оријенталној урбаној схеми Винтер – а иза њега стоји воља нове државе – супротставља сасвим нову, праволинијску и оптимално ортогоналну схему града

1. Упоређујући постојеће стање и поставке новог плана опажа се да Винтер не излази ван просторних поставки и урбане оријентације турског оријентално – балканског Ниша. Он у највећој мери прихвата турску просторну концепцију вароши. Његова основна замисао је да на интелигентан начин исправи постојећи улични систем, да у њему нађе најидеалнија праволинијска решења, да открије у постојећем оријенталном систему будуће тргове, паркове, да исправно осети и валоризује положаје нових мостова као и основну шему улица и њен распоред по важности и значају.

Са друге стране, Винтер не заузима никакав став о простору „тврђавске вароши“. Величина и изглед овог насеља су у плану представљени само кроз постојеће стање без предлога о реконструкцији или уклањању појединих садржаја. Међутим и без обзира на то што се сам Винтер није бавио разрешењем тог простора, убрзо након ослобођења уследило је скоро потпуно рушење тог наслеђа са изузетком неколицине чврсто грађених објеката.
Стварни потези урбанистике и токови урбанизације, који су остварени после ослобођења, показују да је око 80% Винтерових поставки плана реализовано. Посматрањем и упоређивањем резултата на плану просторно – физичких промена у периоду од 100 година (1878—1978), намеће се утисак да је интензитет урбано – физичких промена у првим годинама по ослобођењу био најизраженији и највећи. Никад касније, у свом стогодишњем развоју (са изузетком крупних промена у количини градње и у архитектури у последњим двема деценијама стогодишњег посматрања (1958—1978)) Ниш није доживео толико снажан, динамичан и буран урбано – физички преображај као у првим годинама по ослобођењу.